# Johann Salzmann

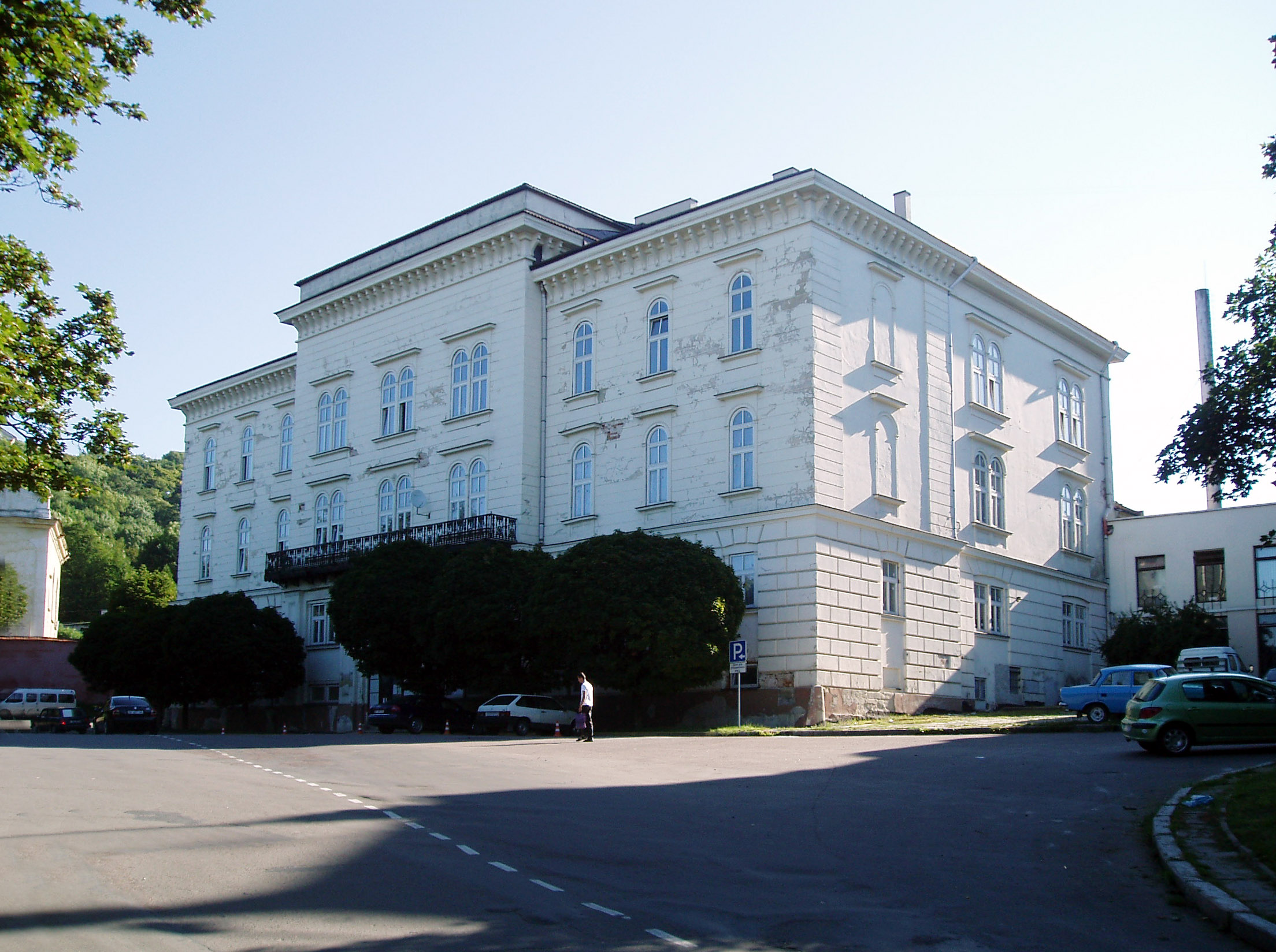
Pałac arcybiskupów łacińskich we Lwowie

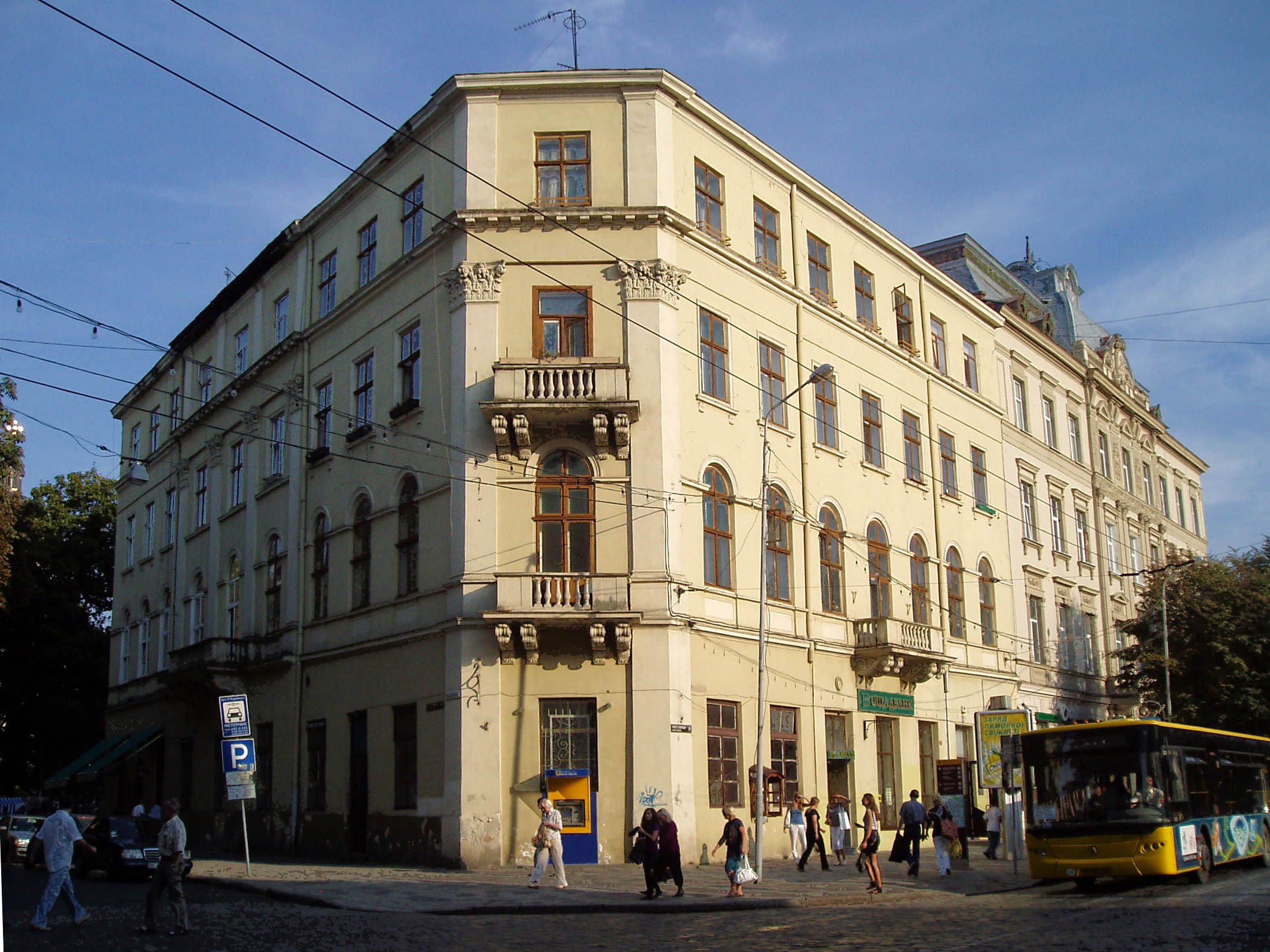
Kamienica przy Prospekcie Swobody 24, Lwów

Johann Salzmann (ur. 6 kwietnia 1807 w Wiedniu, zm. 8 grudnia 1869 tamże) – austriacki architekt.

## Życiorys
Ukończył studia na Politechnice Wiedeńskiej i Akademii Sztuk Pięknych, w 1832 przyjechał do Lwowa, gdzie otrzymał stanowisko w miejskim zarządzie budownictwa. Na początku sporządzał kopie planów budowlanych, a następnie został miejskim inspektorem budownictwa. W latach 1839–1840 poznawał technikę budowy zachodnioeuropejskich teatrów, a następnie zaprojektował razem z Ludwigiem Pichlem Teatr Skarbkowski – wówczas największy teatr w Europie. Powstanie tego gmachu przyniosło mu sławę i renomę, zaczął otrzymywać liczne zamówienia na projekty domów mieszkalnych i obiektów użyteczności publicznej, które projektował w stylu klasycyzmu z elementami biedermeier. Styl Johanna Salzmanna przejęło wielu współczesnych mu architektów Lwowa. Kierując zastępem saperów odegrał kluczową rolę podczas obrony miasta przed ogniem podczas zamachu na Wilhelma von Hammersteina w 1848. Od 1852 pracował jako miejski inspektor budownictwa w Wiedniu, a następnie przy budowie pierwszej w Europie górskiej linii kolejowej w Semmering.

## Dorobek architektoniczny we Lwowie
- Czynszowa kamienica F. Adamskiego u zbiegu Prospektu Swobody 24 (Wały Hetmańskie) i Łesi Ukrainki (Skarbkowska);
- Zmiana projektu Ludwiga Pichla i kierownictwo budowy Teatru Skarbkowskiego;
- Pałac arcybiskupów łacińskich we Lwowie przy ulicy Wołodymyra Winniczenki 32 (Stefana Czarnieckiego) /1842-1844/;
- Budynki przy ulicy Mykoły Łysenki 1, 3, 5 (Kurkowa), współautor Florian Onderka;
- Dwa budynki mieszkalne na Zofiówce;
- Nadzór nad przebudową kościoła św. Agnieszki i klasztoru Karmelitanek Trzewiczkowych przy ul. Ossolińskich 2 na potrzeby Zakładu Narodowego im. Ossolińskich; plany przebudowy sporządził Jerzy Głogowski i Wilhelm Schmidt;
- Przebudowa ratusza /1848-1849/;
- Kierownictwo nad restauracją kościołów św. Kazimierza i Matki Boskiej Gromnicznej;
- Według Igora Somoczkina[potrzebny przypis] Johann Salzmann był autorem projektu południowego skrzydła gimnazjum dominikańskiego przy ul. Podwale 2, wzniesionego w 1844[potrzebny przypis].